# Elattarchus archidium
 Elattarchus archidium  (englisch bluestreak drum – Blaustreifen-Trommler) ist die einzige Art der Gattung Elattarchus aus der Familie der Umberfische (Sciaenidae). Die Art kommt an der tropischen Pazifikküste von Kalifornien bis Peru vor, namentlich in der Cortes-See und um den Galapagos.

## Merkmale
Elattarchus archidium ist ein kleiner Fisch von bis zu 25 Zentimetern Körperlänge. Der Rumpf ist mäßig langgestreckt und seitlich abgeflacht und von silbriger Farbe mit blaugrauem Rücken. Häufig finden sich dunkle, entlang der Schuppenreihen verlaufende Streifen, Jungtiere weisen zwei schwarze Längsstreifen auf der oberen Körperhälfte und einen schwarzen Fleck an der Basis der Schwanzflosse auf. Entlang der Seitenlinie liegen 47 bis 56 Schuppen. Unter der stumpfen Schnauze sitzt ein endständiges Maul mit hängenden Winkeln. Im Oberkiefer ist die erste der zwei bis drei Zahnreihen vergrößert. Im Unterkiefer, der eine schwarze halbmondförmige Färbung aufweist, sitzen vorne zwei auffällig vergrößerte Zähne. Das Kinn weist fünf Poren und keine Barteln auf. Das Präoperkulum endet in fünf bis sieben Stacheln. Die Kiemenreuse weist 19 bis 25 Dornen auf, davon 13 bis 18 am unteren Bogen.
Der vordere Teil der Rückenflosse weist zehn Hartstrahlen auf und ist am Rand dunkel, der hintere weist ein oder zwei Hart- und 24 bis 28 Weichstrahlen auf. Die Schwanzflosse hat einen geraden Rand. Brust- und Afterflosse sind durchsichtig bis gelblich, die Afterflosse weist zwei Hartstrahlen auf, von denen der zweite lang und dünn ist und 8 oder 9 Weichstrahlen.

## Lebensweise
Elattarchus archidium besiedelt flache Küstengewässer in zwei bis 50 Meter Tiefe. Die Art findet sich häufig an Sandstränden oder in geschützten Buchten, seltener in Flussmündungen. Die Jungtiere bilden größere Gruppen in der Nähe von felsigen Riffen. Als Nahrung dient Zooplankton.

## Wissenschaftlicher Name
Bedeutung: von griech.: elatton „schwächer“, archos „Arsch“: wegen der schwachen Afterflossen-Stacheln; archidion „unterer Dienstgrad in einem Amt“ (von archos „Leiter“ – der blaue Streif als Rangabzeichen in einer Beamtenhierarchie gedeutet).